# Eve-Külli Kala

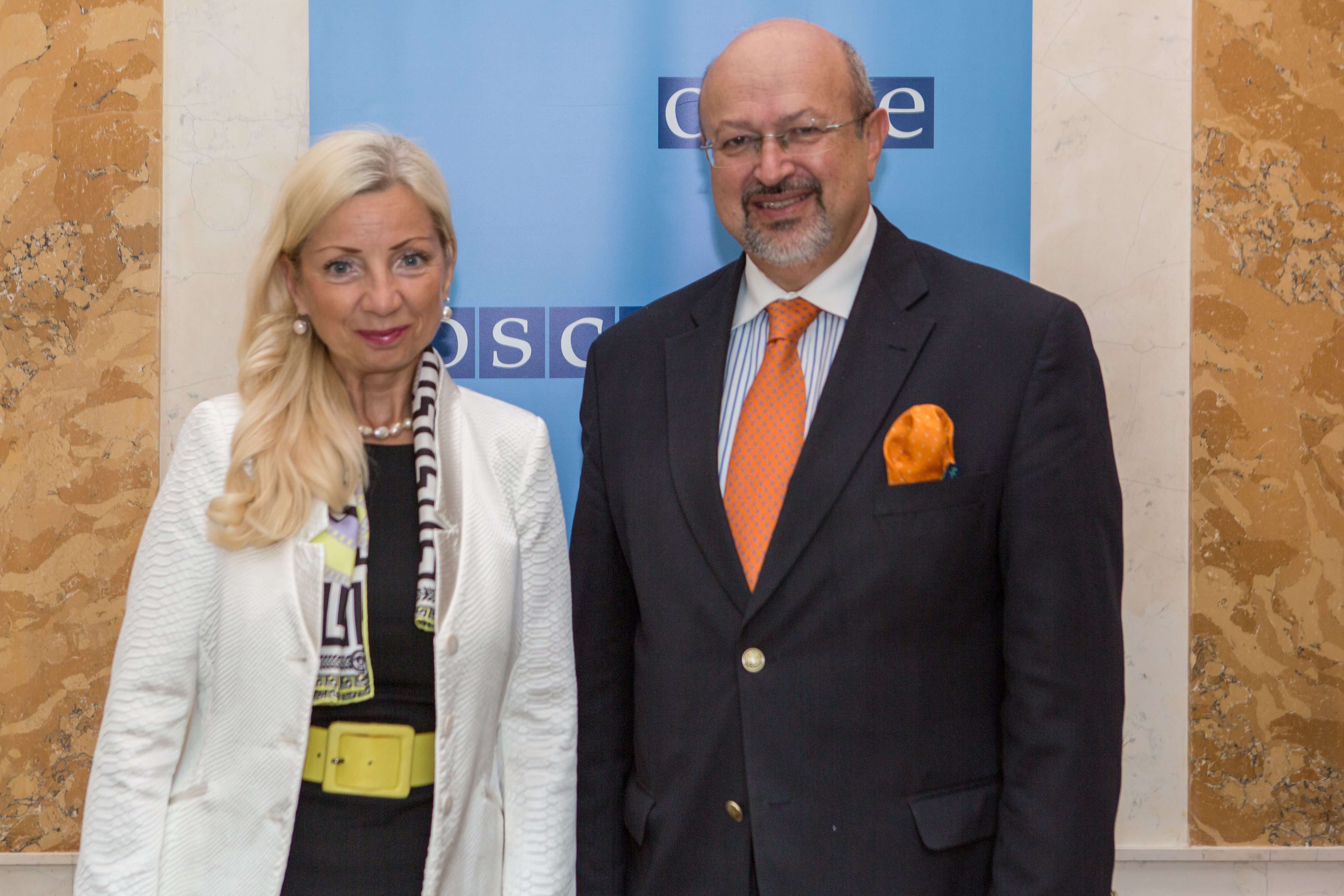
Eve-Külli Kala com o Secretário-Geral da OSCE, Lamberto Zannier

Eve-Külli Kala (nascida a 10 de novembro de 1959, em Tartu) é uma diplomata da Estónia.
Ela formou-se na Universidade Pedagógica de Tallinn em filologia inglesa e alemã, e também estudou na Escola de Diplomacia da Estónia. Desde 1992 ela trabalha para o Ministério das Relações Externas da Estónia.
Entre 2002 e 2006 ela foi Embaixadora da Estónia na República Checa. Em 2010 foi nomeada Embaixadora da Estónia na Eslováquia.
Condecorações:
- 2007: Ordem da Estrela Branca, IV classe[2]